# Вулфтен ам Харц
Вулфтен ам Харц (њем. Wulften am Harz) општина је у њемачкој савезној држави Доња Саксонија. Једно је од 16 општинских средишта округа Остероде ам Харц. Према процјени из 2010. у општини је живјело 1.970 становника. Посједује регионалну шифру (AGS) 3156015.

## Географски и демографски подаци
Вулфтен ам Харц се налази у савезној држави Доња Саксонија у округу Остероде ам Харц. Општина се налази на надморској висини од 157 метара. Површина општине износи 14,8 km². У самом мјесту је, према процјени из 2010. године, живјело 1.970 становника. Просјечна густина становништва износи 133 становника/km².

## Међународна сарадња
| Мјесто | Држава    | Врста сарадње | Од    |
| ------ | --------- | ------------- | ----- |
|        | Француска | партнерство   | 1992. |
| Извор  |           |               |       |